# Кабін-Джон (Меріленд)
Кабін-Джон (англ. Cabin John) — переписна місцевість (CDP) в США, в окрузі Монтгомері штату Меріленд. Населення — 2459 осіб (2020).

## Географія
Кабін-Джон розташований за координатами 38°58′27″ пн. ш. 77°9′50″ зх. д. / 38.97417° пн. ш. 77.16389° зх. д. (38.974098, -77.163839).  За даними Бюро перепису населення США в 2010 році переписна місцевість мала площу 4,21 км², з яких 3,10 км² — суходіл та 1,12 км² — водойми.

## Демографія
Згідно з переписом 2010 року, у переписній місцевості мешкало 2280 осіб у 876 домогосподарствах у складі 651 родини. Густота населення становила 541 особа/км².  Було 903 помешкання (214/км²).
Расовий склад населення:
| - 83,6 % — білих - 8,4 % — азіатів - 3,7 % — чорних або афроамериканців - 0,3 % — корінних американців |

До двох чи більше рас належало 3,2 %. Частка іспаномовних становила 4,6 % від усіх жителів.
За віковим діапазоном населення розподілялося таким чином: 23,8 % — особи молодші 18 років, 61,7 % — особи у віці 18—64 років, 14,5 % — особи у віці 65 років та старші. Медіана віку мешканця становила 47,3 року. На 100 осіб жіночої статі у переписній місцевості припадало 93,5 чоловіків;  на 100 жінок у віці від 18 років та старших — 91,0 чоловіків також старших 18 років.
Середній дохід на одне домашнє господарство  становив 202 407 доларів США (медіана — 160 913), а середній дохід на одну сім'ю — 247 553 долари (медіана — 199 167). За межею бідності перебувало 2,3 % осіб, у тому числі 0,0 % дітей у віці до 18 років та 0,0 % осіб у віці 65 років та старших.
Цивільне працевлаштоване населення становило 1253 особи. Основні галузі зайнятості: науковці, спеціалісти, менеджери — 26,2 %, освіта, охорона здоров'я та соціальна допомога — 19,2 %, публічна адміністрація — 17,4 %.